# Sirung
El mont Sirung (en indonesi: Gunung Sirung) és un volcà complex actiu que es troba a l'illa Pantar, a l'arxipèlag d'Alor, dins les Illes Petites de la Sonda Orientals d'Indonèsia. El volcà s'eleva fins als 862 msnm i està truncat per una caldera de 2 km d'amplada. A l'interior del cràter hi ha un gran llac de cràter sulfurós i diverses fumaroles actives. La darrera gran erupció va tenir lloc el 1970, però des del 2012 hi ha hagut erupcions regulars de gas i cendres.